# Блокада Эльбы
Блокада Эльбы — морская блокада устья Эльбы и Везера британским правительством до начала Третьей коалиционной войны.

## Предыстория
Некоторые источники сообщают о непрерывной блокаде в 1803—1806 годах (на самом деле был перерыв в пять месяцев). Первая блокада длилась с июля по октябрь 1803 1805 (?), вторая — с апреля по октябрь 1806 года.

## История
18 мая 1803 года британское правительство подписал Амьенский мирный договор, 25 марта 1802 года в Амьене между Францией, Испанией и Батавской республикой с одной стороны и Англией — с другой. Завершил войну между Францией и Англией 1800—1802 годов и распад второй антифранцузской коалиции. Чтобы ослабить французскую экономику, через два месяца началась Блокада Эльбы.

## Последствия
Блокада Эльбы, порта Гамбург, который также важен для Дании, повлияла на торговлю, а вместе с ней и на сельское хозяйство и моряков, экспортирующих в Великобританию в Шлезвиг-Гольштейн, который тогда был датским. Порт в Любеке и город Теннинг, порт которого стал воротами Гамбурга для морской торговли и даже заходил в него судами из Южной Америки, выиграли от закрытия порта Гамбурга. В Теннинге население уменьшилось в трое за очень короткое время.
После блокады Эльбы Наполеон 21 ноября 1806 года приказал ввести экономическую блокаду Британских островов в Берлине, которая действовала до 1814 года. Континентальная блокада должна была поставить Великобританию на колени путем экономической войны.